# Pamela Bach
Pamela Bach, rodným jménem Weissenbach (16. října 1963 Tulsa – 5. března 2025 Los Angeles) byla americká herečka a druhá manželka Davida Hasselhoffa.

## Mládí
Narodila se 16. října 1963 v Tulse v Oklahomě. Byla druhou ze tří dcer. Její matka se živila jako modelka. Navštěvovala střední školu Tulsa East Central High School a studovala inženýrství a divadelní umění na Northeastern Oklahoma A&M College. V roce 1985 se přestěhovala do Los Angeles.

## Kariéra
Se svým manželem spolupracovala na dlouholetém seriálu Pobřežní hlídka a měla epizodní roli psycholožky v seriálu Sirens. V srpnu 2011 se zúčastnila osmé řady britského pořadu Celebrity Big Brother.

## Osobní život a smrt
S Davidem Hasselhoffem se seznámila v roce 1985 při natáčení epizody seriálu Knight Rider. Vzali se v prosinci 1989. Měli spolu dvě dcery, Taylor a Hayley. V roce 2006 Hasselhoff oznámil, že podává žádost o rozvod. Ten byl dokončen v srpnu téhož roku. Oba dostali do péče jednu z dcer.
Dne 5. března 2025 byla nalezena mrtvá ve svém domě. Zemřela na následky střelného zranění hlavy, které si zřejmě způsobila sama. Její smrt byla úřadem soudního lékaře označena za sebevraždu.

## Filmografie

### Filmy
- Dravé ryby (1983)
- Appointment with Fear (1985)
- Nudity Required (1988)
- Route 66 (1998)
- Castle Rock (2000)
- More than Puppy Love (2002)

### Televize
- Solid Gold (1984)
- Otherworld (1985)
- George Burns Comedy Week (1985)
- T.J. Hooker (1985)
- Knight Rider (1985)
- The Fall Guy (1986)
- Na zdraví (1986)
- Throb (1986)
- Sonny Spoon (1988)
- Superboy (1989)
- The New Lassie (1989)
- Pobřežní hlídka (1991)
- Mladí a neklidní (1994)
- Sirens (1995)
- Baywatch Nights (1997)
- Zmije (1998)
- Celebrity Big Brother 2011 (2011)